# Don Nguyen
Don Nguyen (Oklahoma City, Oklahoma, 16 juni 1979) is een Amerikaans professioneel skateboarder. Hij heeft zijn eigen skateboards en T-shirts bij Foundation Skateboards.

## Huidige sponsoren
- Baker Skateboards
- Pig Wheels
- Ruckuss
- Duffs
- Sessions
- Hot Skates